# Tournoi de tennis de Tunis
Le tournoi de tennis de Tunis ou Tunis Open est un tournoi de tennis professionnel appartenant au circuit Challenger. Il est organisé chaque année au Tennis Club de Tunis.

## Histoire
Une première série d'éditions se tient entre 1982 et 1985 avant que le tournoi ne disparaisse. En 2005, il revient au calendrier du circuit Challenger.
En 2013, il est doté d'un montant de 125 000 dollars ; il offre 125 points ATP et 18 000 dollars au vainqueur, contre 75 points et 10 600 dollars au finaliste.
L'édition 2011 est annulée pour raisons de sécurité liées à la révolution. L'édition 2015 est annulée pour raisons de sécurité après l'attaque du musée du Bardo en début d'année.
Depuis 2012, un tournoi féminin du circuit ITF, le Nana Trophy, est organisé tous les ans en avril ou mai sur terre battue.

## Palmarès messieurs

### Simple
| Date       | Vainqueur                              | Finaliste                              | Score                                  |
| ---------- | -------------------------------------- | -------------------------------------- | -------------------------------------- |
| 15/02/1982 | Juan Avendaño (en)                     | José García Requena (en)               | 6-4, 6-4, 6-4                          |
| 07/03/1983 | Henrik Sundström                       | Thierry Tulasne                        | 6-3, 6-4, 6-2                          |
| 26/03/1984 | Henrik Sundström (2)                   | Thierry Tulasne                        | 6-1, 6-4                               |
| 25/03/1985 | Hans Schwaier                          | Wolfgang Popp                          | 6-4, 6-2                               |
| 1986-1991  | Pas de tournoi                         | Pas de tournoi                         | Pas de tournoi                         |
| 09/03/1992 | Marcelo Filippini                      | José Francisco Altur                   | 6-4, 6-2                               |
| 1993-2001  | Pas de tournoi                         | Pas de tournoi                         | Pas de tournoi                         |
| 01/04/2002 | Raemon Sluiter                         | Mario Radić                            | 6-2, 7-5                               |
| 2003-2004  | Pas de tournoi                         | Pas de tournoi                         | Pas de tournoi                         |
| 25/04/2005 | Gaël Monfils                           | Fabrice Santoro                        | 7-5, 3-6, 7-69                         |
| 01/05/2006 | Lamine Ouahab                          | Younès El Aynaoui                      | Forfait                                |
| 30/04/2007 | Simone Bolelli                         | Andrei Pavel                           | 4-6, 7-64, 6-2                         |
| 28/04/2008 | Thomaz Bellucci                        | Dušan Vemić                            | 6-2, 6-4                               |
| 27/04/2009 | Gastón Gaudio                          | Frederico Gil                          | 6-2, 1-6, 6-3                          |
| 26/04/2010 | José Acasuso                           | Daniel Brands                          | 6-3, 6-4                               |
| 2011       | Édition annulée                        | Édition annulée                        | Édition annulée                        |
| 30/04/2012 | Rubén Ramírez Hidalgo                  | Jérémy Chardy                          | 6-1, 6-4                               |
| 29/04/2013 | Adrian Ungur                           | Diego Schwartzman                      | 4-6, 6-0, 6-2                          |
| 28/04/2014 | Simone Bolelli (2)                     | Julian Reister (en)                    | 6-4, 6-2                               |
| 2015       | Édition annulée                        | Édition annulée                        | Édition annulée                        |
| 2016-2017  | Pas de tournoi                         | Pas de tournoi                         | Pas de tournoi                         |
| 16/04/2018 | Guido Andreozzi                        | Daniel Gimeno-Traver                   | 6-2, 3-0 ab.                           |
| 15/04/2019 | Pablo Cuevas                           | João Domingues (en)                    | 7-5, 6-4                               |
| 2020-2021  | Édition annulée à cause de la Covid-19 | Édition annulée à cause de la Covid-19 | Édition annulée à cause de la Covid-19 |
| 16/05/2022 | Roberto Carballés Baena                | Gijs Brouwer (en)                      | 6-1, 6-1                               |
| 20/05/2023 | Sho Shimabukuro (en)                   | Geoffrey Blancaneaux                   | 6-4, 6-4                               |

### Double
| Date       | Vainqueurs                                   | Finalistes                                | Score                                  |
| ---------- | -------------------------------------------- | ----------------------------------------- | -------------------------------------- |
| 15/02/1982 | Steve Meister Craig Wittus                   | Ismail El Shafei Jan Kodeš                | 6-4, 1-6, 6-1                          |
| 07/03/1983 | Per Hjertquist Gilles Moretton               | Peter Herrmann Damir Keretić              | 6-4, 6-3                               |
| 26/03/1984 | Ernie Fernández (en) Michael Mortensen       | Peter Elter Andreas Maurer                | 6-3, 6-4                               |
| 25/03/1985 | Hans Gildemeister Víctor Pecci               | David Mustard (en) Jonathan Smith         | 2-6, 6-4, 6-3                          |
| 1986-1991  | Pas de tournoi                               | Pas de tournoi                            | Pas de tournoi                         |
| 09/03/1992 | David Adams Martin Damm                      | Marcelo Filippini Diego Pérez             | 7-6, 6-1                               |
| 1993-2001  | Pas de tournoi                               | Pas de tournoi                            | Pas de tournoi                         |
| 01/04/2002 | Álex López Morón Andrés Schneiter            | Devin Bowen Ashley Fisher                 | 6-4, 7-66                              |
| 2003-2004  | Pas de tournoi                               | Pas de tournoi                            | Pas de tournoi                         |
| 25/04/2005 | Tomas Behrend Robert Lindstedt               | Marco Chiudinelli Jean-Claude Scherrer    | 3-6, 6-1, 6-3                          |
| 01/05/2006 | Daniel Gimeno-Traver Iván Navarro            | Bart Beks (en) Martijn van Haasteren (en) | 6-2, 7-5                               |
| 30/04/2007 | Łukasz Kubot Oliver Marach                   | Marc Fornell Mestres (en) Lamine Ouahab   | 6-2, 6-2                               |
| 28/04/2008 | Thomaz Bellucci Bruno Soares                 | Jean-Claude Scherrer Nicolas Tourte (en)  | 6-3, 6-4                               |
| 27/04/2009 | Brian Dabul Leonardo Mayer                   | Johan Brunström Jean-Julien Rojer         | 6-4, 7-66                              |
| 26/04/2010 | Jeff Coetzee Kristof Vliegen                 | James Cerretani Adil Shamasdin            | 7-63, 6-3                              |
| 2011       | Édition annulée                              | Édition annulée                           | Édition annulée                        |
| 30/04/2012 | Jerzy Janowicz Jürgen Zopp                   | Nicholas Monroe Simon Stadler             | 7-61, 6-3                              |
| 29/04/2013 | Dominik Meffert (en) Philipp Oswald          | Jamie Delgado Andreas Siljeström          | 3-6, 7-60, [10-7]                      |
| 28/04/2014 | Pierre-Hugues Herbert Adil Shamasdin         | Stephan Fransen (en) Jesse Huta Galung    | 6-3, 7-65                              |
| 2015       | Édition annulée                              | Édition annulée                           | Édition annulée                        |
| 2016-2017  | Pas de tournoi                               | Pas de tournoi                            | Pas de tournoi                         |
| 16/04/2018 | Denys Molchanov Igor Zelenay                 | Jonathan Eysseric (en) Joe Salisbury      | 7-64, 6-2                              |
| 15/04/2019 | Ruben Bemelmans Tim Pütz                     | Facundo Argüello (en) Guillermo Durán     | 6-3, 6-1                               |
| 2020-2021  | Édition annulée à cause de la Covid-19       | Édition annulée à cause de la Covid-19    | Édition annulée à cause de la Covid-19 |
| 16/05/2022 | Nicolás Barrientos Miguel Ángel Reyes-Varela | Alexander Erler Lucas Miedler             | 6-74, 6-3, [11-9]                      |

## Palmarès dames

### Simple
| Année | Dotation    | Vainqueur                 | Finaliste            | Score         |
| ----- | ----------- | ------------------------- | -------------------- | ------------- |
| 2012  | 25 000 $    | Sandra Zaniewska (en)     | Ons Jabeur           | 6-4, 4-6, 6-2 |
| 2013  | 25 000 $    | Ons Jabeur                | Sara Sorribes Tormo  | 6-3, 6-2      |
| 2014  | 25 000 $    | Ons Jabeur                | Valeria Savinykh     | 6-3, 7-64     |
| 2015  | 50 000 $    | María Irigoyen            | Cindy Burger (en)    | 6-2, 7-5      |
| 2016  | 50 000 $    | Ons Jabeur                | Romina Oprandi       | 1-6, 6-2, 6-2 |
| 2017  | 60 000 $    | Richèl Hogenkamp          | Lina Gjorcheska (en) | 7-5, 6-4      |
| 2018  | 25 000 $    | Valentina Ivakhnenko (en) | Chloé Paquet         | 6-2, 6-2      |
| 2019  | 25 000 $ +H | Jaqueline Cristian        | Daniela Seguel (en)  | 6-4, 6-0      |

### Double
| Année | Dotation    | Vainqueurs                                     | Finalistes                                         | Score             |
| ----- | ----------- | ---------------------------------------------- | -------------------------------------------------- | ----------------- |
| 2012  | 25 000 $    | Elena Bogdan Raluca Olaru                      | Inés Ferrer Suárez (en) Richèl Hogenkamp           | 6-4, 6-3          |
| 2013  | 25 000 $    | Aleksandra Krunić Katarzyna Piter              | Réka Luca Jani Eugeniya Pashkova (en)              | 6-2, 3-6, [10-7]  |
| 2014  | 25 000 $    | Andrea Gámiz Valeria Savinykh                  | Beatriz García Vidagany (en) Marina Melnikova (en) | 6-4, 6-1          |
| 2015  | 50 000 $    | María Irigoyen Paula Kania                     | Julie Coin Stéphanie Foretz                        | 6-1, 6-3          |
| 2016  | 50 000 $    | Arina Rodionova Valeriya Strakhova (en)        | Irina Khromacheva İpek Soylu                       | 6-1, 6-2          |
| 2017  | 60 000 $    | Guadalupe Pérez Rojas (en) Daniela Seguel      | Ágnes Bukta (en) Vivien Juhászová                  | 63-7, 6-3, [11-9] |
| 2018  | 25 000 $    | Maryna Chernyshova (en) Seone Mendez (en)      | Amina Anshba Anastasia Grymalska (en)              | 7-65, 6-4         |
| 2019  | 25 000 $ +H | Martina Colmegna (en) Anastasia Grymalska (en) | Jaqueline Cristian Andreea Roșca                   | 6-4, 6-2          |